# 30er v. Chr.
Portal Geschichte | Portal Biografien | Aktuelle Ereignisse | Jahreskalender | Tagesartikel

◄ |
1. Jahrtausend v. Chr. |

◄ |
2. Jh. v. Chr. |
1. Jahrhundert v. Chr. |
1. Jh. |
►

◄ | 60er v. Chr. | 50er v. Chr. | 40er v. Chr. | 30er v. Chr. |
20er v. Chr. |
10er v. Chr. |
0er v. Chr. |
►

39 v. Chr. |
38 v. Chr. |
37 v. Chr. |
36 v. Chr. |
35 v. Chr. |
34 v. Chr. |
33 v. Chr. |
32 v. Chr. |
31 v. Chr. |
30 v. Chr.

## Ereignisse
- 37 v. Chr.: Herodes wird König der Juden unter römischer Oberhoheit.
- 37 v. Chr.: Das 2. Triumvirat zwischen Augustus, Marcus Antonius und Marcus Aemilius Lepidus wird um 5 Jahre verlängert.
- 31 v. Chr.: Schlacht bei Actium. Durch Kleopatras überstürzte Flucht unterliegt Antonius im Machtkampf mit Octavian.
- 30 v. Chr.: Einzug Octavians in Alexandria; Antonius und Kleopatra begehen Suizid; das Diadochenreich der Ptolemäer in Ägypten geht unter.